# 무흐란 바흐탄가제
무흐란 알리스 제 바흐탄가제(조지아어: მუხრან ალის ძე ვახტანგაძე, 1973년 1월 22일~)는 조지아의 전직 레슬링 선수이다. 올림픽에 2회 참가하여 2000년 하계 올림픽에서 남자 그레코로만형 미들급 동메달을 획득했다. 또한 세계 선수권 대회에서 금메달 1개를 획득했으며 유럽 선수권 대회에서 동메달 1개를 획득했다.